# Lohkaninchen

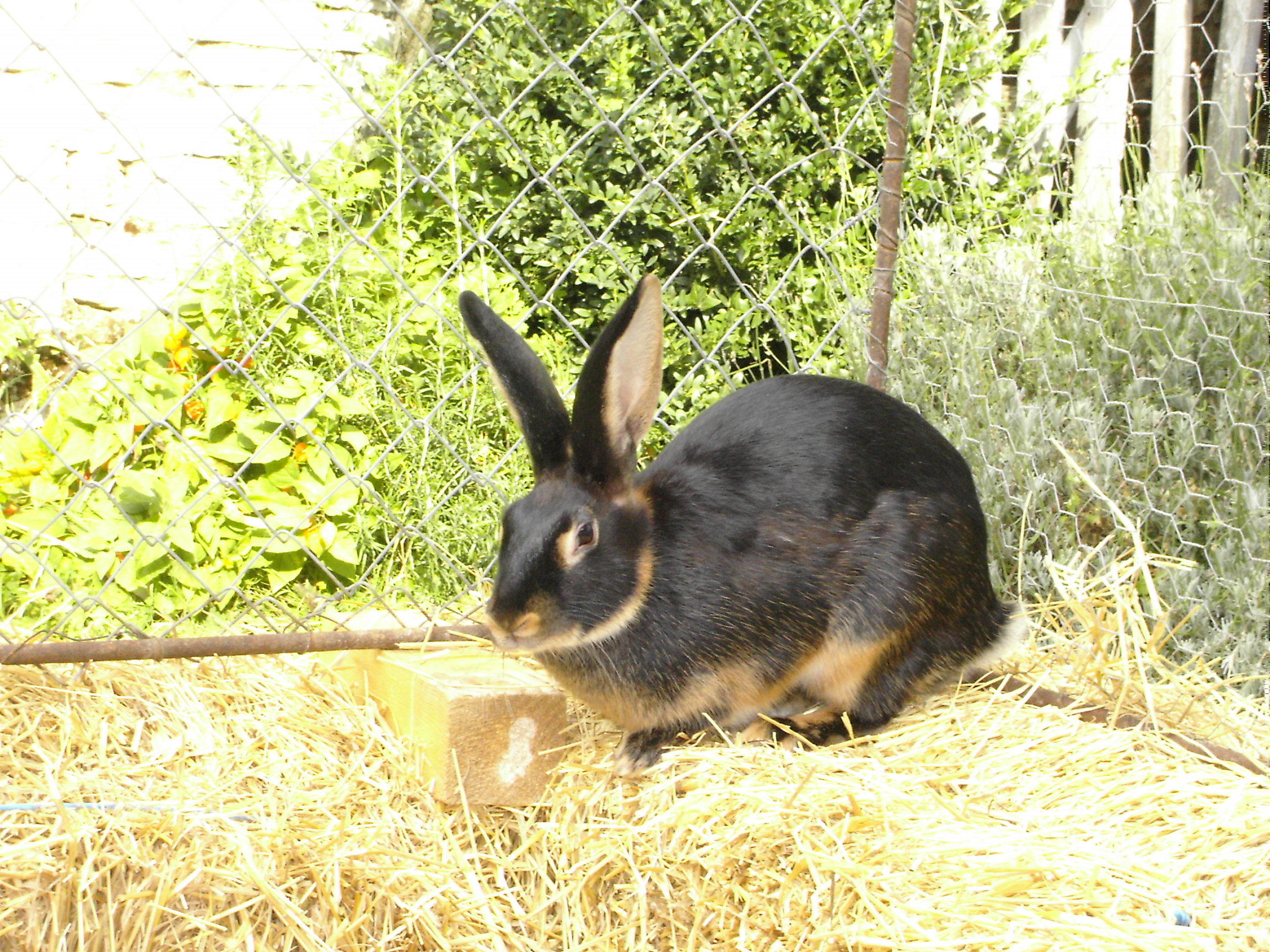
Lohfarbiges Kaninchen

Das Lohkaninchen ist eine kleine Kaninchenrasse (Gewicht 2,5 bis 3,25 kg).

## Aussehen
Farblich ist das Lohkaninchen gekennzeichnet durch eine einfarbig dunkle Oberseite, rotgelbe (lohfarbige) Bauchseite und Unterseite der Blume. Die Kopfzeichnung umfasst die lohfarbigen Augenringe, lohfarbige Einfassungen der Nasenlöcher und Kinnbacken sowie lohfarbige Ohrumrandung, die sich im Genickkeil fortsetzt. An der Ansatzstelle der Ohren befindet sich ein lohfarbiger Fleck, in der Schweiz auch als "Krönli" bezeichnet. Die Lohfarbe des Bauches soll scharf gegenüber der Deckfarbe abgegrenzt sein. Zu dieser Farbverteilung kommt es durch Kombination des Lohfaktors (nach Hochstrasser besser als Abzeichenerhaltungsfaktor zu bezeichnen), einer Mutation des Wildfarbigkeitsfaktors, bei dem die Verteilung der Farbzonen im Kaninchenhaar aufgehoben ist, die typischen Wildfarbigkeitsabzeichen aber erhalten bleiben, mit dem so genannten Gelbverstärker, der zu einer besonders intensiven Ausbildung des gelben Pigments im Kaninchenfell führt. Das Lohkaninchen ist in den Farbschlägen Schwarz, Braun (havannafarbig), Blau und fehfarbig anerkannt.
Die Erbformeln lauten:
- schwarz: ABCDg0y2y3... (deutsche Symbolik) bzw. atBCDE (englische Symbolik)
- braun: ABcDg0yy3... (deutsche Symbolik) bzw. atbCDE (englische Symbolik)
- blau: ABCdg0y3... (deutsche Symbolik) bzw. atBCdE (englische Symbolik)

Der Körperbau zeichnet sich durch eine eher gedrungene Form aus. Die Läufe sind im Vergleich zum Körper eher klein und gedrungen. Das Lohkaninchen hat außerdem relativ runde, große Ohren und eine breite Schulter.

## Geschichte der Rasse
Die Geschichte des Lohkaninchens wurde von Hochstrasser 1999 ausführlich dargelegt; auf seinen Recherchen beruhen die hier angeführten Angaben. Nach seinen intensiven Literaturrecherchen sind die Lohkaninchen erstmals 1887 von Reverend Cox gezüchtet worden, der die Tiere in einem seiner Kaninchengehege in den „Gründen von Culland Hall neben Brailsford in Derbyshire“ fand, in dem neben „fahlen“ (fahlgelben oder hellwildfarbigen) Kaninchen auch Holländerkaninchen und Silberkaninchen gehalten wurden. Die Haltung von Kaninchen in quasi halbwilder Form in großen Gehegen war damals in Großbritannien weit verbreitet. Es ist damit zu rechnen, dass die Mutation schon länger vorhanden war, bis dahin aber nicht beachtet wurde. Hochstrasser führt zum Beispiel auch die von Charles Darwin beschriebenen Russenkaninchen mit heller Blumenunterseite auf eine Kombination des Russenfaktors mit dem Loh- oder Abzeichenerhaltungsfaktor zurück. Ab 1887 erfolgte dann die Züchtung mit der „neuen“ Mutation in Richtung einer eigenen Rasse. Die von Cox gefundenen Tiere waren noch nicht lohfarbig wie die heutigen Lohkaninchen, sondern die Abzeichen waren nur cremefarbig. Die heutigen gelb-orangen Abzeichen wurden erst durch Einkreuzung von Hasenkaninchen erreicht, wodurch die dort vorhandenen Gelbverstärker in die Lohkaninchen gelangten und die typische Lohfarbe ergaben. Durch verschiedene Wege, die bei der Weiterzucht und angestrebten Verbesserung der Rasse eingeschlagen wurden, entwickelten sich zwei unterschiedliche Schläge der frühen Lohkaninchen, der ursprüngliche, kleinere Brailsford-Typ und der durch Einkreuzung von Hasenkaninchen entstandene Cheltenham-Typ.
Die ersten (getrennten) Spezialclubs für die Rasse entstanden in Großbritannien 1890; der Black-and Tan-Club bevorzugte den ursprünglichen kleineren Brailsford-Typ des Lohkaninchens, der British Black-and-Tan-Rabbit-Club den Cheltenham-Typ. Im Laufe der Zeit setzte sich der Cheltenham-Typ durch, der Black-and-Tan-Club löste sich auf und das Lohkaninchen in der heute bekannten Form entstand.
Nach Deutschland wurde das Lohkaninchen 1896, nach seinen eigenen Angaben am 28. Februar, durch Richard Rotloff aus Ehrenfriedersdorf im Erzgebirge importiert. Die ersten Lohkaninchen wurden wahrscheinlich bereits 1897 in Deutschland ausgestellt, in den Standard von 1898 wurden bereits schwarze (Black-and-Tan) und blaue (Blue-and-Tan) Lohkaninchen aufgenommen. Nach einem gewissen Niedergang der Zucht durch den Ersten Weltkrieg erfolgten in den zwanziger Jahren erneute Importe aus Großbritannien. Einen weiteren Rückschlag erlebte die Zucht der Lohkaninchen, als die Rasse 1936 durch den Reichsfachausschuss Kaninchen des Reichsverbandes Deutscher Kleintierzüchter als „Sportrasse“ eingestuft und die Züchter von Sportrassen gezwungen wurden, eine „Vereinsrasse“ aus der Gruppe der anerkannten Wirtschaftsrassen neben ihrer eigentlichen Rasse zu züchten. Nach dem Zweiten Weltkrieg und dem Wegfall dieser Einschränkungen nahm die Rasse einen erneuten Aufschwung und gehört heute zu den häufigen Rassen und ist regelmäßig, vor allem im schwarzen Farbschlag, auf Ausstellungen zu sehen.
Zur Entstehung der einzelnen Farbschläge macht Hochstrasser die folgenden Angaben:
Der schwarze ist der ursprünglich von Cox gefundene Farbenschlag.
Der blaue Farbenschlag wurde bereits kurz nach Bekanntwerden der Lohkaninchen von Albert Atkinson aus Huddersfield durch Kreuzung von Schwarzloh mit einer madagaskarfarbenen Häsin gezüchtet. (Nach anderen Angaben war das Tier rußig gelb bzw. tortoiseshell (Schildpattfarbig), alle diese Farben beschreiben ein Tier, welches ähnlich einem hellen Thüringer gefärbt ist). Für 1894 wird der Farbenschlag erwähnt, 1898 soll er schon weit entwickelt gewesen sein. Wann die ersten Blauloh nach Deutschland kamen, ist unklar; wahrscheinlich fielen sie aus den von Rottloff importierten Schwarzloh durch Aufspaltung. Im ersten deutschen Standard werden beide Farbschläge erwähnt.
Das Braunloh wurde offenbar mehrmals durch Kombination mit Havannakaninchen unabhängig in verschiedenen Ländern gezüchtet. Der erste Standard, der es beschreibt, ist der niederländische Standard von 1916. In England wurde das Braunloh 1920 von Childs in Cambridge entwickelt. In Deutschland sollen bereits 1909 havannafarbige Loh vorhanden gewesen, aber wieder verschwunden sein. 1926/1927 brachte Karl Böck aus Fürth den Farbenschlag neu heraus; um die weitere Verbesserung machten sich unter anderem Max Reiher aus Treuen und Gottfried Schubert, Chemnitz verdient.
Auch das Fehloh-Kaninchen (mit der Farbe der Marburger Feh) entstand mehrmals unabhängig voneinander bei verschiedenen Züchtern, so Franz Edinger Darmstadt, 1924 bis 1936, Richard Horstmann, Wilster („nach dem Zweiten Weltkrieg“), und Wilhelm Ellermann, Heeren-Werve 1951. Vor dem Zweiten Weltkrieg wurden fehfarbige Loh als „Darmstädter Fehloh“ ausgestellt. Der Züchter Bernd Hahnewald aus Großräschen stellte 1994 den Antrag auf Zulassung der Fehloh als Farbenschlag, nach seinem Tod führte die von Franz Schnieder gegründete „Interessengemeinschaft Fehlohkaninchen“ die Arbeit weiter und 2004 wurden Fehloh im Deutschland als vierter Farbenschlag zugelassen.
In den Niederlanden (Tan, gouwenaar) und Großbritannien (Lilac and Tan) sind Fehloh ebenfalls bekannt.
Weitere Farbschläge: Silberloh waren zeitweise zugelassen, verschwanden aber wieder. Das Karlsbader Goldloh glich in der Erscheinung offenbar dem Sachsengold; für das Thrianta wird im niederländischen Standard ebenfalls die Erbformel eines Lohkaninchens mit gelber Deckfarbe angegeben.

## Ähnliche Rassen
Das Weißgrannenkaninchen zeigt in seiner Zeichnung, die etwas vom Loh abweicht, ebenfalls die Wirkung des Loh - / Abzeichenerhaltungsfaktors, allerdings in Kombination mit dem Chinchillafaktor, woraus weiße Abzeichen resultieren.
Die Färbung des Lohkaninchens ist bei weiteren Rassen als Farbenschlag anerkannt.
Lohfärbung bei anderen Tierarten: Die Färbung Black-and-Tan kann auch bei anderen Tierarten gefunden werden, vor allem bei Haushunden (z. B. Dobermann), bei Farbmäusen und bei Meerschweinchen.